# Arbeitsvertrag (Deutschland)
Ein Arbeitsvertrag ist nach deutschem Recht ein privatrechtlicher Vertrag zweier Vertragspartner zur Begründung eines Arbeitsverhältnisses. Die beiden Vertragspartner werden Arbeitgeber und Arbeitnehmer genannt.
Das Recht des Arbeitsvertrages ist Bestandteil des Arbeitsrechts.

## Begriff

### Dienstvertrag i.S.d. § 611 BGB
Der Arbeitsvertrag ist (nach herrschender Auffassung) ein Unterfall des Dienstvertrags nach den §§ 611 ff. des Bürgerlichen Gesetzbuches (BGB). Terminologisch herrscht mitunter Verwirrung: wenn man den „Dienstvertrag“ vom „Arbeitsvertrag“ abgrenzt, meint man den „freien Dienstvertrag“ und nicht allgemein den „Dienstvertrag i.S.d. § 611 BGB“. Es gibt also einen „freien Dienstvertrag“ und einen unselbständigen Dienstvertrag, Arbeitsvertrag genannt. Der Dienstvertrag i. S. d. § 611 BGB ist ein privatrechtlicher, gegenseitiger Vertrag und entsprechend auch der Arbeitsvertrag. Mit der Qualifikation als Dienstvertrag i. S. d. § 611 BGB grenzt man den Arbeitsvertrag vom Werkvertrag ab. Der Arbeitnehmer schulde nur „Arbeitsleistung“, keinen „konkreten Arbeitserfolg“. Es soll beim Arbeitsvertrag anders als beim Werkvertrag „an einem abgrenzbaren, dem Auftragnehmer als eigene Leistung zurechenbaren und abnahmefähigen Werk“ fehlen. Mitunter überspringt man diese Abgrenzung und grenzt den Arbeitsvertrag vom Werkvertrag direkt durch den „(Grad) der persönlichen Abhängigkeit“ ab.

### Dauerschuldverhältnis
Verbreitet wird der Arbeitsvertrag als ein Dienstvertrag i. S. d. § 611 BGB qualifiziert, der darauf angelegt ist, ein Dauerschuldverhältnis zu begründen. Damit meint man Unterschiedliches. Zum Teil wird angenommen, dass ein Arbeitsvertrag darauf gerichtet ist, ein Arbeitsverhältnis „auf Dauer“ zu begründen und gerade die längere Vertragsdauer führe zur Abhängigkeit. Dass dies unzutreffend ist, zeigt der Stundenlöhner. Des Weiteren soll die Qualifikation als „Dauerschuldverhältnis“ bedeuten, dass sich das zu begründende Vertragsverhältnis „nicht auf den Austausch einzelner Leistungen gerichtet [ist], mit deren Erfüllung es erlischt. Es endet vielmehr mit der Verwirklichung eines Beendigungstatbestands (Befristung, Kündigung, Aufhebungsvertrag).“

### Unterschied zum Dienstvertrag
Es ist unklar und umstritten, was ein Arbeitsverhältnis (Arbeitsvertrag, Anstellungsvertrag) von einem freien Dienstverhältnis (Dienstvertrag) unterscheidet. Der Gesetzgeber kodifiziert dies im § 611a des BGB. Für die Praxis ist damit das herrschende Verständnis zementiert:

„(1) Durch den Arbeitsvertrag wird der Arbeitnehmer im Dienste eines anderen zur Leistung weisungsgebundener, fremdbestimmter Arbeit in persönlicher Abhängigkeit verpflichtet. Das Weisungsrecht kann Inhalt, Durchführung, Zeit und Ort der Tätigkeit betreffen. Weisungsgebunden ist, wer nicht im Wesentlichen frei seine Tätigkeit gestalten und seine Arbeitszeit bestimmen kann. Der Grad der persönlichen Abhängigkeit hängt dabei auch von der Eigenart der jeweiligen Tätigkeit ab. ...
(2) Der Arbeitgeber ist zur Zahlung der vereinbarten Vergütung verpflichtet.“

Hauptleistungspflicht des Arbeitnehmers ist die "persönlich abhängige" Arbeit (§ 611a Abs. 1 BGB), die im Gegenseitigkeitsverhältnis zu der Pflicht des Arbeitgebers steht, die vereinbarte Vergütung zu zahlen (§ 611a Abs. 2 BGB).
Daneben ist die Beschäftigungspflicht entweder eine weitere Hauptleistungspflicht des Arbeitgebers oder zumindest eine einklagbare Nebenleistungspflicht.

## Vertragspartner
Arbeitgeber kann jede natürliche Person und jede – privatrechtliche oder öffentlichrechtliche – juristische Person sein.
Arbeitnehmer kann nach ganz herrschender Meinung nur eine natürliche Person sein.

## Angebot und Annahme
Ein Arbeitsvertrag kommt wie jeder gegenseitiger Vertrag durch Angebot und Annahme zustande:

„Ein Arbeitsverhältnis kommt durch Arbeitsvertrag zu Stande. Für den Abschluss eines Arbeitsvertrags bedarf es zweier korrespondierender Willenserklärungen, des Angebots (Antrag) und der Annahme, §§ 145 ff. BGB“

Die Willenserklärungen können auch konkludent, d. h. stillschweigend erfolgen:

„Ein Vertrag kann durch übereinstimmendes schlüssiges Verhalten (Realofferte und deren konkludente Annahme) zustande kommen“

Dies kann etwa der Fall sein, wenn „über einen Zeitraum von mehreren Jahren einvernehmlich Dienstleistung und Vergütung ausgetauscht“ werden.

## Formfreiheit des Arbeitsvertrages
Ein Arbeitsvertrag kann mündlich oder schriftlich geschlossen werden. Seine Wirksamkeit ist nicht von der Einhaltung einer bestimmten Form abhängig. Auch ohne einen "schriftlichen Vertrag" (im Sinne einer Vertragsurkunde) kann also ein Arbeitsvertrag vereinbart werden.
Bei nicht schriftlich geschlossenen Verträgen ist der Arbeitgeber allerdings nach § 2 Nachweisgesetz verpflichtet, spätestens einen Monat nach dem vereinbarten Beginn des Arbeitsverhältnisses die wesentlichen Vertragsbedingungen schriftlich niederzulegen, die Niederschrift zu unterzeichnen und dem Arbeitnehmer auszuhändigen.

## Regelungsgehalt des Arbeitsvertrags
Der Regelungsgehalt des Arbeitsvertrags kann von den Parteien frei vereinbart werden, sofern das Arbeitsrecht keine zwingenden Vorschriften vorsieht. Solche höherrangigen Vorschriften können einem Gesetz, einem Tarifvertrag, einer Betriebsvereinbarung oder einem Gerichtsurteil entspringen. So hat das Bundesarbeitsgericht mit Urteil vom 10. Mai 1957 erklärte, dass eine Zölibatsklausel in Arbeitsverträgen generell verfassungswidrig und damit nichtig sei. Eine gegen ein gesetzliches Verbot verstoßende Regelung im Arbeitsvertrag ist nichtig, § 134 BGB.
Bei zwingenden höherrangigen Vorschriften kann der Arbeitsvertrag den Inhalt der Vorschrift deklaratorisch wiederholen, im Falle so genannter halbzwingender Vorschriften kann zugunsten des Arbeitnehmers von ihnen abgewichen werden. Es gibt aber auch arbeitsrechtliche Bestimmungen aus höherrangigen Rechtsquellen, die abdingbar sind, z. B. § 616 BGB.
Ein Arbeitsvertrag kann die folgenden Bestandteile enthalten:
- Angaben zu den Vertragsparteien
- Angaben zu Beginn, Dauer und Ende des Arbeitsvertrags:
  - Befristung
  - Probezeit
  - Kündigungsfrist
- Angaben zur Arbeitsleistung:
  - Tätigkeitsbeschreibung
  - Arbeitszeit und Mehrarbeit
  - Versetzung
  - Urlaub, Feiertage, Freistellung
- Vergütung:
  - Arbeitsentgelt: Zeitlohn, Akkordlohn oder Festgehalt
  - Zulagen
  - Aufwendungsersatz
  - Gratifikationen
  - Vermögenswirksame Leistungen
- Nebenpflichten:
  - Sorgfaltspflichten, zum Beispiel Pünktlichkeit oder Unfallverhütung
  - Verschwiegenheit
  - Krankmeldung
- Schlussbestimmungen:
  - Verweisung auf einen Tarifvertrag
  - Vertragsstrafen, insbesondere für ein Nichteinhalten der Kündigungsfrist durch den Arbeitnehmer
  - Nebentätigkeitsverbot
  - Angabe des Gerichtsstands (deklaratorisch)
  - Ausschlussfrist
  - Salvatorische Klausel

## Arbeitsvertragsrecht

### Inhalt
Aufgrund des Arbeitsvertrags ist der Arbeitnehmer verpflichtet, die vertragsgemäße Arbeitsleistung zu erbringen; der Arbeitgeber hat als Gegenleistung eine Vergütung zu gewähren. Die Höhe der Vergütung richtet sich nach der Vereinbarung im Arbeitsvertrag oder nach einem anzuwendenden Tarifvertrag. Ist keine Vergütung vereinbart, so ist die für vergleichbare Tätigkeiten übliche Vergütung zu leisten.
Daneben können im Arbeitsvertrag weitere Leistungspflichten vereinbart werden. Soweit Inhalt, Zeit und Ort der Arbeitsleistung im Arbeitsvertrag nicht konkretisiert sind, unterliegt deren Bestimmung dem Direktionsrecht des Arbeitgebers, das dieser nach billigem Ermessen ausüben kann (§ 106 Gewerbeordnung).
Ein Arbeitsvertrag wird in der Regel auf unbestimmte Zeit geschlossen, unter den Voraussetzungen des Teilzeit- und Befristungsgesetzes ist aber auch ein befristetes Arbeitsverhältnis zulässig. Bei Neueinstellungen wird zumeist eine Probezeit vereinbart, die maximal 6 Monate betragen darf.
Vielfach ergeben sich auch die weiteren Rechte und Pflichten der Arbeitsvertragsparteien, wie zum Beispiel Gewährung von Urlaub, Entgeltfortzahlung bei Krankheit oder Kündigungsfristen nicht aus dem Arbeitsvertrag selbst, sondern insbesondere aus arbeitsrechtlichen Gesetzen, Tarifverträgen oder Betriebs- bzw. Dienstvereinbarungen. Im Ganzen wird das Arbeitsverhältnis von einem beträchtlichen arbeitsrechtlichen Regelwerk (u. a. Kündigungsschutz, Einschränkung von Befristungen, Arbeitsschutz, Arbeitszeitgesetz, Betriebsverfassungsgesetz) flankiert und seine Gestaltung damit teilweise der Entscheidungsmöglichkeit der Vertragsparteien entzogen. Dies ist Folge des strukturellen Machtungleichgewichts der Vertragsparteien und Ergebnis der sozialstaatlichen Intention, die darauf aufbaut, dass der überwiegende Teil der Bevölkerung durch abhängige Arbeit seinen Lebensunterhalt bestreitet.

### Pflichten
Mit der Begründung eines Arbeitsverhältnisses durch den Arbeitsvertrag entstehen sowohl für den Arbeitnehmer als auch für den Arbeitgeber Haupt- und Nebenpflichten bzw. sonstige Pflichten. Dies sind insbesondere, für den Arbeitgeber, die Fürsorgepflicht (§ 242 BGB), Beschäftigungspflicht, Pflicht zur Urlaubsgewährung, Gleichbehandlungspflicht, Pflicht zum Ersatz von Aufwendungen und Schäden des Arbeitnehmers an seinen bei der Arbeit benutzten Sachen, Einblick in die Personalakte, Informationspflicht, Pflicht zur Zeugniserteilung.
Durch das Gesetz über den Nachweis der für ein Arbeitsverhältnis geltenden wesentlichen Bedingungen (Nachweisgesetz – NachwG) wird der Arbeitgeber verpflichtet, dem Arbeitnehmer spätestens einen Monat nach Beginn des Arbeitsverhältnisses eine Niederschrift über die wesentlichen Arbeitsbedingungen auszuhändigen (§ 2 NachwG). Verstößt der Arbeitgeber gegen die Nachweispflicht, kann er u. U. schadensersatzpflichtig werden, oder es kann sich die Verteilung der Darlegungs- und Beweislast im Prozess zu seinem Nachteil verändern.

### Leistungsstörungen
Leistungsstörungen im Arbeitsrecht werden grundsätzlich nach den Regeln über Leistungsstörungen im allgemeinen Schuldrecht abgewickelt. Allerdings führt die besondere wirtschaftliche und soziale Abhängigkeit des Arbeitnehmers gegenüber dem Arbeitgeber zu Modifikationen der Haftung des Arbeitnehmers.
Im Einzelnen sind folgende Konstellationen in Betracht zu ziehen:

#### Leistungsstörungen auf Seiten des Arbeitgebers

##### Verzug der Lohnzahlung
Der Arbeitgeber gerät in Verzug, wenn er den vereinbarten Lohn nicht zum vereinbarten Zeitpunkt zahlt. Wurde keine Vereinbarung über den Zahlungszeitpunkt getroffen, ist das Arbeitsentgelt gemäß § 614 BGB zum Ende des Vergütungszeitraums (in der Regel am letzten Tag eines jeweiligen Kalendermonats) zu zahlen. Die Fälligkeit selbst bestimmt noch nicht den Zeitpunkt, an dem der Lohn auf dem Konto eingegangen sein muss.
Grundsätzlich haftet der im Verzug befindliche Schuldner gemäß § 280 BGB für alle durch den Verzug entstandenen Schäden bzw. Kosten des Gläubigers. Das Arbeitsentgelt ist gemäß § 288 BGB ab Verzugsbeginn mit fünf Prozentpunkten über dem jeweiligen Basiszins zu verzinsen. Die Geltendmachung eines höheren Zinsschadens oder eines anderen Verzugsschadens ist dadurch nicht ausgeschlossen. Im Arbeitsrecht gilt dies (aufgrund einer entsprechenden Anwendung des § 12a ArbGG) jedoch nicht für die Kosten einer vorprozessualen anwaltlichen Vertretung. Der Arbeitnehmer muss also die Kosten eines eventuell von ihm eingeschalteten Rechtsanwaltes selbst bezahlen und kann trotz des Verzugs keine Erstattung vom Arbeitgeber verlangen.
Gerät der Arbeitgeber für einen von der Rechtsprechung noch nicht klar definierten Zeitraum in Verzug, kann der Arbeitnehmer – nach vorheriger Ankündigung – seine Arbeitsleistung zurückbehalten. Der Arbeitgeber bleibt gleichwohl zur fortlaufenden Zahlung des Lohnes verpflichtet, der Arbeitnehmer muss (im Anschluss an den Wegfall des Zurückbehaltungsrechts durch Ausgleich der Lohnforderungen) diese Zeiträume nicht nacharbeiten. Ein erheblicher Zahlungsverzug des Arbeitgebers berechtigt den Arbeitnehmer darüber hinaus, nach erfolgloser Abmahnung, zur fristlosen Kündigung des Arbeitsverhältnisses. In diesem Falle ist der Arbeitgeber dem Arbeitnehmer zum Ersatz des durch die fristlose Kündigung bedingten Lohnausfalls (bis zum Ablauf der ordentlichen Kündigungsfrist) verpflichtet.

##### Verletzung von Nebenpflichten (insb. Schutzpflichten)
Wenn der Arbeitgeber schuldhaft seine Nebenpflichten aus dem Arbeitsverhältnis verletzt, haftet er dem Arbeitnehmer grundsätzlich auf Ersatz des Schadens nach den §§ 280 ff. BGB, früher nach den Grundsätzen der positiven Vertragsverletzung (pVV).
Die Haftung des Arbeitgebers findet jedoch eine erhebliche Einschränkung für den Fall eines Arbeits- und Wegeunfalls des Arbeitnehmers. In diesen Fällen steht dem Arbeitnehmer im Rahmen der gesetzlichen Unfallversicherung ein (verschuldensunabhängiger) Anspruch auf Ersatz der ihm entstandenen gesundheitlichen Schäden gegen die Berufsgenossenschaft zu. Zugleich ist gemäß § 104 SGB VII ein Anspruch des Arbeitnehmers gegen den Arbeitgeber oder gegen Arbeitskollegen wegen eines (schuldhaft, aber nicht vorsätzlich herbeigeführten) Arbeitsunfalls ausgeschlossen.

##### Annahmeverzug
Der Arbeitgeber gerät in Annahmeverzug, wenn er das Arbeitsangebot des Arbeitnehmers nicht annimmt oder ablehnt. Er bleibt in diesen Fällen gemäß § 615 BGB zur Zahlung des Arbeitslohnes verpflichtet, ohne dass der Arbeitnehmer die durch den Annahmeverzug verlorene Arbeitszeit nacharbeiten muss (sog. Fixgeschäft). Ein konkretes Arbeitsangebot des Arbeitnehmers ist entbehrlich, wenn der Arbeitgeber (zum Beispiel durch eine Kündigung) zu erkennen gegeben hat, dass er die Arbeitsleistung des Arbeitnehmers (im genannten Beispiel nach Ablauf der Kündigungsfrist) ablehnen wird.
Hat der Arbeitnehmer während des Annahmeverzugs des Arbeitgebers anderweitige Einkünfte (aus seiner Arbeitsleistung), dann muss er sich diese Einkünfte auf den oben genannten Lohnanspruch anrechnen lassen.

#### Leistungsstörungen auf Seiten des Arbeitnehmers

##### Verzug der Arbeitsleistung
Da es sich bei der Arbeitsleistung um eine absolute Fixschuld handelt, ist ein Verzug der Arbeitsleistung begrifflich ausgeschlossen. Bei Nichterbringung der geschuldeten Arbeitsleistung liegt in der Regel Unmöglichkeit vor.

##### Unmöglichkeit der Arbeitsleistung
Wird die Arbeitsleistung des Arbeitnehmers unmöglich, ist nach dem Verschulden zu differenzieren:
- Verschuldet der Arbeitnehmer die Unmöglichkeit, so verliert er den Anspruch auf Arbeitslohn, sofern nicht – wie beispielsweise bei Schwangerschaft der Arbeitnehmerin – das Risiko durch ein Spezialgesetz (hier das Mutterschutzgesetz) auf den Arbeitgeber verlagert wurde.
- Verschuldet der Arbeitgeber die Unmöglichkeit, so behält der Arbeitnehmer seinen Anspruch auf Arbeitslohn.
- Hat keine der Parteien die Unmöglichkeit zu vertreten, so beurteilt sich nach den Grundsätzen über die Betriebsrisikolehre, ob der Lohnzahlungsanspruch fortbesteht oder nicht (§ 615 Satz 3 BGB).

##### Verletzung von Nebenpflichten des Arbeitnehmers
Die Haftung des Arbeitnehmers für von ihm verschuldete Schäden des Arbeitgebers ist abweichend vom allgemeinen Schuldrecht geregelt: bei leichter Fahrlässigkeit haftet er gar nicht, bei mittlerer Fahrlässigkeit nur quotal und nur bei grober Fahrlässigkeit oder Vorsatz (im Prinzip) in voller Höhe.
Historisch überliefert ist die sog. Betriebsjustiz, die arbeitsvertragliches Fehlverhalten beispielsweise durch Betriebsbußen ahnden kann. In der Praxis spielt das praktisch keine Rolle.

### Ruhen des Arbeitsverhältnisses
Nach allgemeiner Auffassung kommt es zum Ruhen des Arbeitsverhältnisses insbesondere während der Elternzeit, aber auch bei einem rechtmäßigen Streik. Wenn der Arbeitnehmer Wehr- oder Zivildienst leistet, ordnen § 1 ArbPlSchG, § 78 ZDG das Ruhen des Arbeitsverhältnisses ausdrücklich an. Während dieser Zeit bestehen die Hauptpflichten des Dienstvertrags – die Leistung von Diensten gegen Zahlung von Arbeitsentgelt – nicht.

### Beendigung eines Arbeitsverhältnisses
Der Arbeitsvertrag wird in der Regel auf unbestimmte Zeit geschlossen (so genannte Festanstellung); es gibt verschiedene Möglichkeiten einer Beendigung eines Arbeitsverhältnisses. Eine Befristung ist nur eingeschränkt innerhalb bestimmter gesetzlicher Vorgaben zulässig. Das unbefristete Arbeitsverhältnis endet regelmäßig durch Kündigung einer Partei oder durch Aufhebungsvertrag, wobei jeweils Schriftform vorgeschrieben ist, § 623 BGB. Das Arbeitsverhältnis endet auch automatisch bei Tod des Arbeitnehmers.